# Гоща
Го́ща (укр. Гоща) — посёлок, административный центр Гощанской общины Ровненского района Ровненской области Украины.

## Географическое положение
Находится на реке Горынь в 33 км к юго-востоку от Ровно.

## История

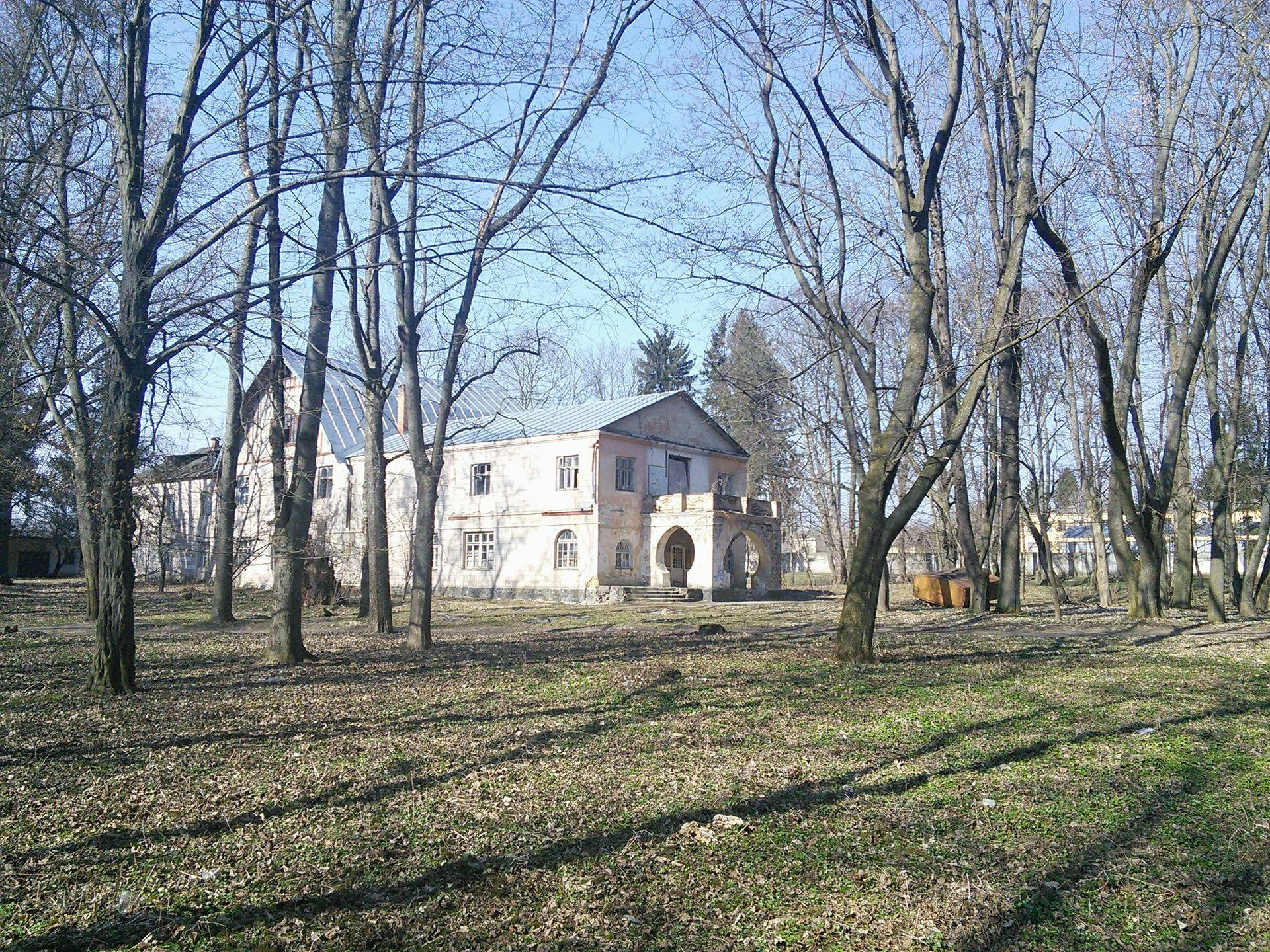
Усадьба Валевских

Волостной центр Острожского уезда Волынской губернии Российской империи.
В январе 1918 года здесь была установлена Советская власть, но уже в феврале 1918 года поселение оккупировали австро-немецкие войска, которые оставались здесь до ноября 1918 года. В дальнейшем селение оказалось в зоне боевых действий гражданской войны. В ходе советско-польской войны в сентябре 1920 года селение заняли польские войска и до сентября 1939 года Гоща находилась в составе Волынского воеводства Польши, затем вошла в состав СССР и стала районным центром Ровенской области УССР.
Во время Великой Отечественной войны с 4 июля 1941 до 19 января 1944 года селение находилось под немецкой оккупацией. В феврале 1945 года здесь началось издание районной газеты.
В 1959 году Гоща получила статус посёлка городского типа. Крупнейшим предприятием посёлка был маслозавод.
В мае 1995 года Кабинет министров Украины утвердил решение о приватизации находившейся здесь райсельхозхимии, в июле 1995 года было утверждено решение о приватизации совхоза.
В ходе административно-территориальной реформы в Украине, в 2020 году Гощанский район был упразднён, а посёлок стал административным центром Гощанской поселковой общины Ровненского района.

## Население
В 1959 году численность населения составляла 2 447 человек.
В январе 1989 года численность населения составляла 5450 человек.
По состоянию на 1 января 2013 года численность населения составляла 5369 человек.

### Языковой состав
Родной язык населения по данным переписи 2001 года:
| Язык       | Численность, чел. | Доля     |
| ---------- | ----------------- | -------- |
| Украинский | 5 024             | 98,11 %  |
| Русский    | 78                | 1,52 %   |
| Другие     | 19                | 0,37 %   |
| Итого      | 5 121             | 100,00 % |

## Персоналии
- Т. Ф. Новак — Герой Советского Союза.